# Glicidol
A glicidol szerves vegyület, molekulájában epoxid és alkohol funkciós csoport található. Bifunkciós volta miatt különböző ipari alkalmazásai léteznek. Kissé viszkózus, némileg instabil folyadék, tiszta formában ritkán lehet vele találkozni.

## Előállítása és felhasználása
Az allil-alkohol epoxidálásával állítják elő.
A természetes olajokban és vinilpolimerekben stabilizátorként, valamint emulzióbontóként használják. Köztitermékként használják a glicerin, glicidil-éterek, -észterek és -aminok szintézisében.
Felhasználják továbbá felületi bevonatokban, kémiai szintézisekben, a gyógyszergyártásban, a magnéziatej sterilizálásához, valamint szilárd hajtóanyagokban gélesítőanyagként.
1. A 2-metilkinazolin-4(3H)-on glicidollal történő alkilezésével diprokvalon keletkezik.
2. A diprofillint a teofillin glicidollal végzett alkilezésével állították elő.

## Biztonságtechnikai információk
A bőrt, szemet, nyálkahártyát és a felső légutakat irritálja. Az IARC besorolása szerint a 2A osztályba tartozik, azaz „emberben valószínűleg rákkeltő”. Az Egyesült Államok Munkahely-Biztonsági és Egészségvédelmi Igazgatósága (OSHA) szerint a megengedhető munkahelyi koncentrációja 8 óra időtartamra 50 ppm, míg az amerikai Nemzeti Munkahely-Biztonsági és Egészségügyi Intézet (NIOSH) által ajánlott határérték 25 ppm.

## Fordítás
Ez a szócikk részben vagy egészben  a   Glycidol című angol Wikipédia-szócikk ezen változatának fordításán alapul.  Az eredeti cikk szerkesztőit annak laptörténete sorolja fel. Ez a jelzés csupán a megfogalmazás eredetét és a szerzői jogokat jelzi, nem szolgál a cikkben szereplő információk forrásmegjelöléseként.